# Imani Uzuri
Imani Uzuri is een Afrikaans/Amerikaanse zangeres en componiste.

## Biografie
Uzuri werkte samen met een groot aantal verschillende artiesten zoals Herbie Hancock, John Legend, Vijay Iyer, Sanford Biggers, Carrie Mae Weems, Wangechi Mutu en Robert Ashley. In 2012 bracht Uzuri haar door de kritiek geprezen album The Gypsy Diaries uit, dat was gefinancierd met een succesvolle Kickstarter-campagne. Uzuri was in 2015 een Park Avenue Armory artist in residence. 